# Adrian Vuksanović
Adrian Vuksanović (Kotor, 1980.), hrvatski manjinski dužnosnik iz Crne Gore, novinar i pjesnik. Diplomirani inženjer elektrotehnike.
Radio kao novinar, zatim u Elektroprivredi Crne Gore, a zadnjih godina kao profesor u Podgorici.
Zastupnik je crnogorskih Hrvata u hrvatskom vijeću za Hrvate izvan Republike Hrvatske. Jedan od osnivača Crnogorske paneuropske unije, čiji je čelnik nadzornog odbora.
Predsjednik je Hrvatske građanske inicijative, političke stranke Hrvata u Crnoj Gori sa sjedištem u Tivtu. Na izborima 2016. u Crnoj Gori bio je nositelj liste Hrvatske građanske inicijative. Predsjednik krovne zajednice Hrvata Boke kotorske "Dux Croatorum". Član je Savjeta Vlade Republike Hrvatske za Hrvate izvan domovine.
Član je saziva skupštine općine Tivat kao član HGI - Vjerni Tivtu. Druga članica HGI - Vjerni Tivtu u sazivu je Ružica Lazarević.
Novinar je Radio Duxa, crnogorske radijske postaje na hrvatskom jeziku.
Pjesme Adriana Vuksanovića objavljene su na stranici Kustodije.
Od 28. travnja 2022. godine, obnaša funkciju Ministra bez portfelja u Vladi Dritana Abazovića.

## Vanjske poveznice
- (cg.) Radio Televizija Crne Gore Izbori 2016.: Intervju: Adrian Vuksanović, 4. listopada 2016.
- (cg.) Cafe del Montenegro Vi (se) pitate! Nosioci lista odgovaraju na pitanja čitalaca CdM-a!, 2. listopada 2016.
- (cg.) Kotor TV  Arhivirana inačica izvorne stranice od 18. siječnja 2017. (Wayback Machine) N.D.: 'Dux Croatorum'  Organizatori karnevala duhovno ne pripadaju Kotoru, 16. siječnja 2015.
- (cg.) Radio Tivat  Arhivirana inačica izvorne stranice od 16. siječnja 2017. (Wayback Machine) HGI: Unaprijediti politiku obrazovanja, 23. rujna 2016.